# Hogna lufirana
Hogna lufirana este o specie de păianjeni din genul Hogna, familia Lycosidae. A fost descrisă pentru prima dată de Roewer, 1960.
Este endemică în Congo. Conform Catalogue of Life specia Hogna lufirana nu are subspecii cunoscute.